# María Guéra
María Guéra (Madrid, 1920–1994) fue una escritora de ciencia ficción española.

## Trayectoria
Nació en Madrid, hija de una mujer española y un cónsul suizo, y tuvo la nacionalidad suiza de su padre. Estudió en un colegio de las Damas Negras, en Madrid. Poseía una amplia cultura y hablaba varios idiomas. Su vida cambió al ser madre soltera en 1953. Junto a su hijo, Arturo Mengotti (Madrid, 1953 – Malaui, 1987), comenzó a publicar relatos cuando él tenía catorce años.
Entre 1968 y 1971, publicaron ocho relatos en la revista Nueva Dimensión, una publicación clave en la historia de la ciencia ficción, la fantasía y el terror en España. En 1971, Nueva Dimensión les dedicó un número especial.

## Relatos
Entre 1968 y 1971, Guéra publicó, junto a su hijo Arturo Mengotti, varios relatos de ciencia ficción y fantásticos con elementos de terror y oníricos en la revista Nueva Dimensión.
El cuento Herencia de sueños, de 1968, tiene como protagonista a Thur, un peregrino del futuro que posee habilidades telepáticas y la capacidad de viajar instantáneamente en el tiempo y el espacio. Thur siente nostalgia por el pasado y anhela la Tierra, las emociones y hasta las debilidades, defectos y miedos que los humanos tenían antes. Debido a este sentimiento, decide regresar a la Tierra abandonada por su especie.
Nosotros amamos la luz, de 1971, es un relato que sigue contando la vida de Thur. A éste le sigue Si podéis penetrar en los gérmenes del tiempo, también de 1971, en el que Thur estudia el arte y la pintura en el pasado de la Tierra.
En el relato No todo mi ser morirá (1971), el tiempo y la intriga  son los protagonistas. Se desarrolla en un monasterio medieval en Nochebuena donde llega un visitante que viene de muy lejos.
Aborrece la sal (1971) es la historia de dos huérfanos en un planeta salvaje, donde la jungla devora todo. Su padre abusivo utiliza la sal para dominar. Los hermanos descubren una melodía misteriosa y luchan por sobrevivir. El final revela un giro inesperado en el poder y la valentía.
En el relato Se cerraron cómo un rollo de pergamino (1971) un pintor mediocre se hace famoso con una obra alucinante pero se queda ciego. Tiene un sorprendente desenlace con referencia al Apocalipsis.

## Reconocimientos
En 1968, su primer cuento editado, Herencia de sueños, Nueva Dimensión , nº3 (mayo-junio), obtuvo el Premio Nueva Dimensión al mejor relato original en lengua española. Este premio fue concedido por los lectores de la revista Nueva Dimensión. En 1971, la revista Nueva Dimensión dedicó un número Extra, el n.º 5 a Guéra y a Mengotti, en formato de libro. Fue reeditado en la antología Lo mejor de la ciencia ficción española (Barcelona, Martínez Roca, 1982), recopilada por Domingo Santos, director también de la revista Nueva Dimensión.
Su relato Herencia de sueños apareció en la Antología de escritoras españolas de ciencia ficción: ''Distópicas'' y ''Poshumanas'' de 2019, con edición y prólogos de la investigadora y autora española Teresa López-Pellisa y la escritora española Lola Robles.

## Obra

### Relatos breves
- El hombre de oro
- Cuando deliré

### Relatos
- Herencia de sueños
- Nosotros amamos la luz
- Cuando delire
- Nosotros amamos la luz
- Si podéis penetrar en los gérmenes del tiempo
- No todo mi ser morirá
- Aborrece la sal
- Se cerraron como un rollo de pergamino